# Ferrari F93A
Ferrari F93A je Ferrarijev dirkalnik Formule 1, ki je bil v uporabi v  sezoni 1993, ko sta z njim dirkala Jean Alesi in Gerhard Berger. Skupaj sta osvojila tri uvrstitve na stopničke, Alesi je bil drugi na dirki za Veliko nagrado Italije in trejti na dirki za Veliko nagrado Monaka, Berger pa tretji na dirki za Veliko nagrado Madžarske. To je ob še sedmih uvrstitvah v točke pomenilo četrto mesto v konstruktorskem prvenstvu z osemindvajsetimi točkami.

## Popolni rezultati Formule 1
(legenda) (Odebeljene dirke pomenijo najboljši štartni položaj, poševne pa najhitrejši krog)
| Leto | Moštvo           | Motor       | Gume | Dirkača | 1   | 2   | 3   | 4   | 5   | 6   | 7   | 8   | 9   | 10  | 11  | 12  | 13  | 14  | 15  | 16  | Toč | Prv |
| ---- | ---------------- | ----------- | ---- | ------- | --- | --- | --- | --- | --- | --- | --- | --- | --- | --- | --- | --- | --- | --- | --- | --- | --- | --- |
| 1993 | Scuderia Ferrari | Ferrari V12 | G    |         | JAR | BRA | EU  | SMR | ŠPA | MON | KAN | FRA | VB  | NEM | MAD | BEL | ITA | POR | JAP | AVS | 28  | 4.  |
| 1993 | Scuderia Ferrari | Ferrari V12 | G    | Alesi   | Ret | 8   | Ret | Ret | Ret | 3   | Ret | Ret | 9   | 7   | Ret | Ret | 2   | 4   | Ret | 4   | 28  | 4.  |
| 1993 | Scuderia Ferrari | Ferrari V12 | G    | Berger  | 6   | Ret | Ret | Ret | 6   | 14  | 4   | 14  | Ret | 6   | 3   | 10  | Ret | Ret | Ret | 5   | 28  | 4.  |